# Polygonia silenus
Polygonia silenus är en fjärilsart som beskrevs av Edwards 1871. Polygonia silenus ingår i släktet Polygonia och familjen praktfjärilar. Inga underarter finns listade i Catalogue of Life.